# Fjell (berggebied)
Fjell (uit het Noors fjell, "berg"; vgl. IJslands fjall, Zweeds fjäll) is een geologische term voor bergen of berggebieden in Scandinavië. Het gaat om relatief lage bergen (lager dan 2500 meter) en een boomgrens die ergens tussen de 800 en 1400 meter ligt en met berkenbos (in plaats van naaldbos) als hoogst liggende bosgordel.

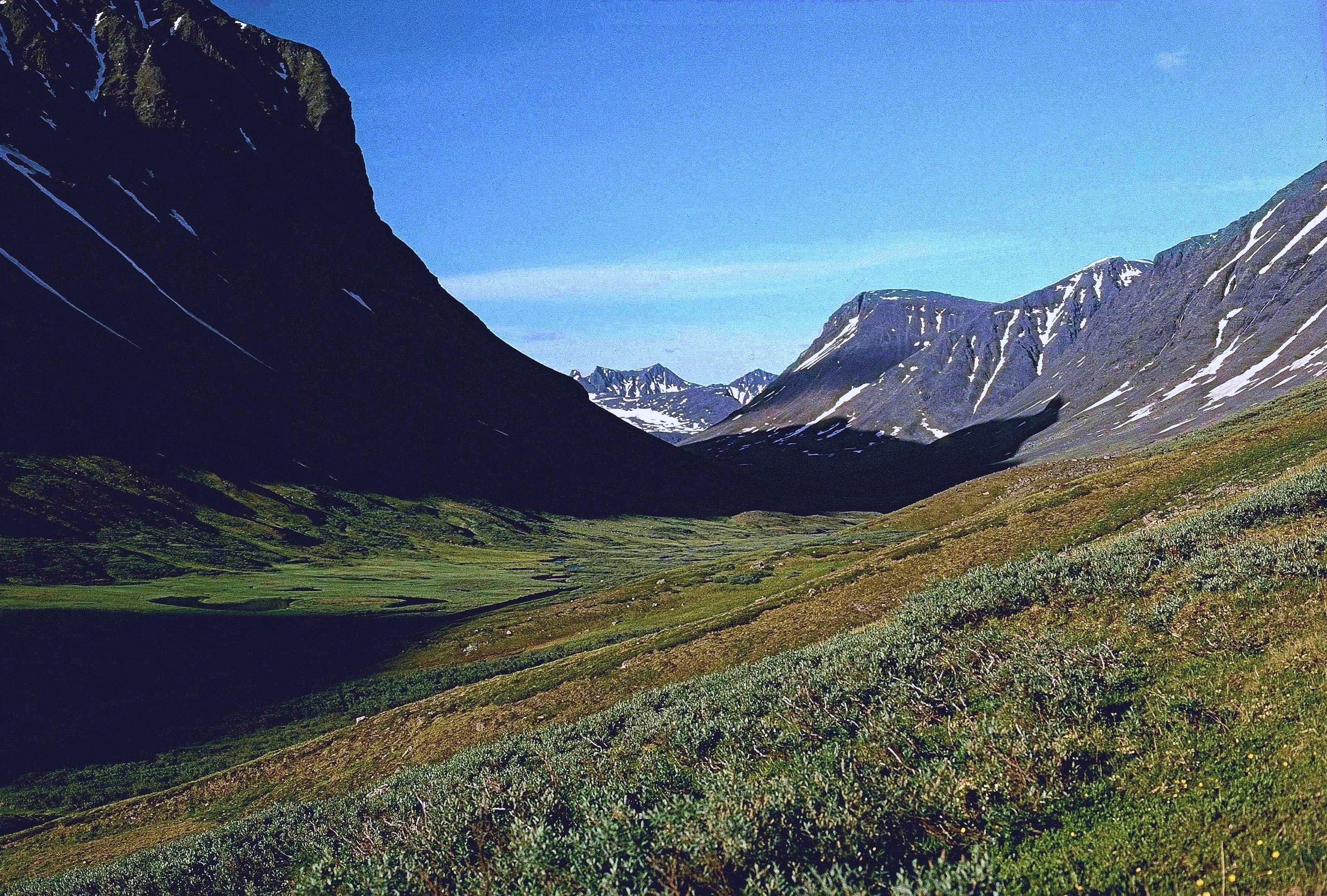
Typisch fjelllandschap (Nationaal park Sarek in Zweden).
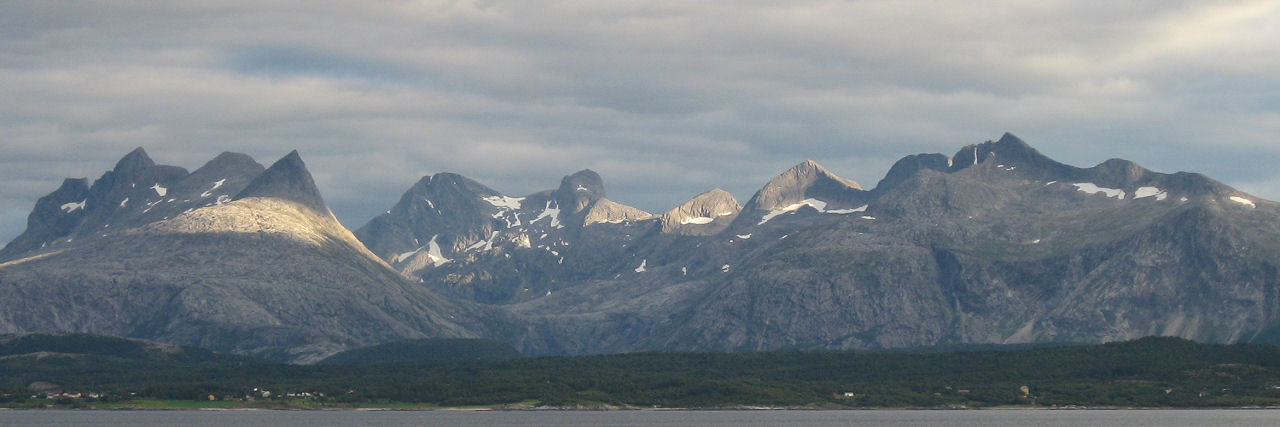
Kale bergtoppen van hoogstens 1180 m bij Bodø (Noorwegen).
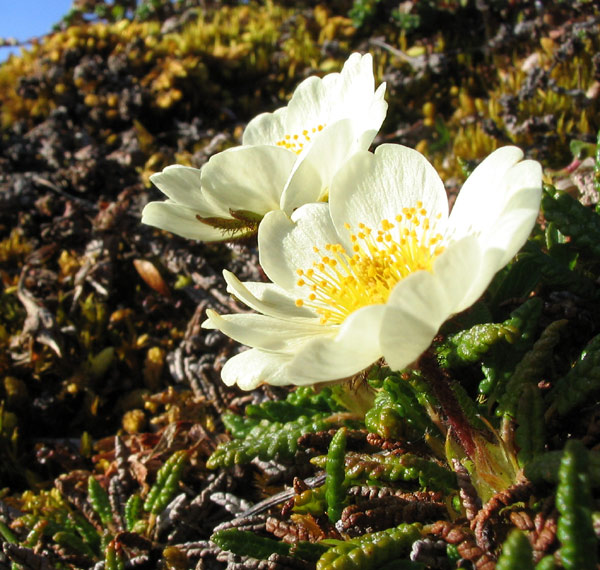
Zilverkruid (Dryas octopetala, typische toendraplant van de fjell.
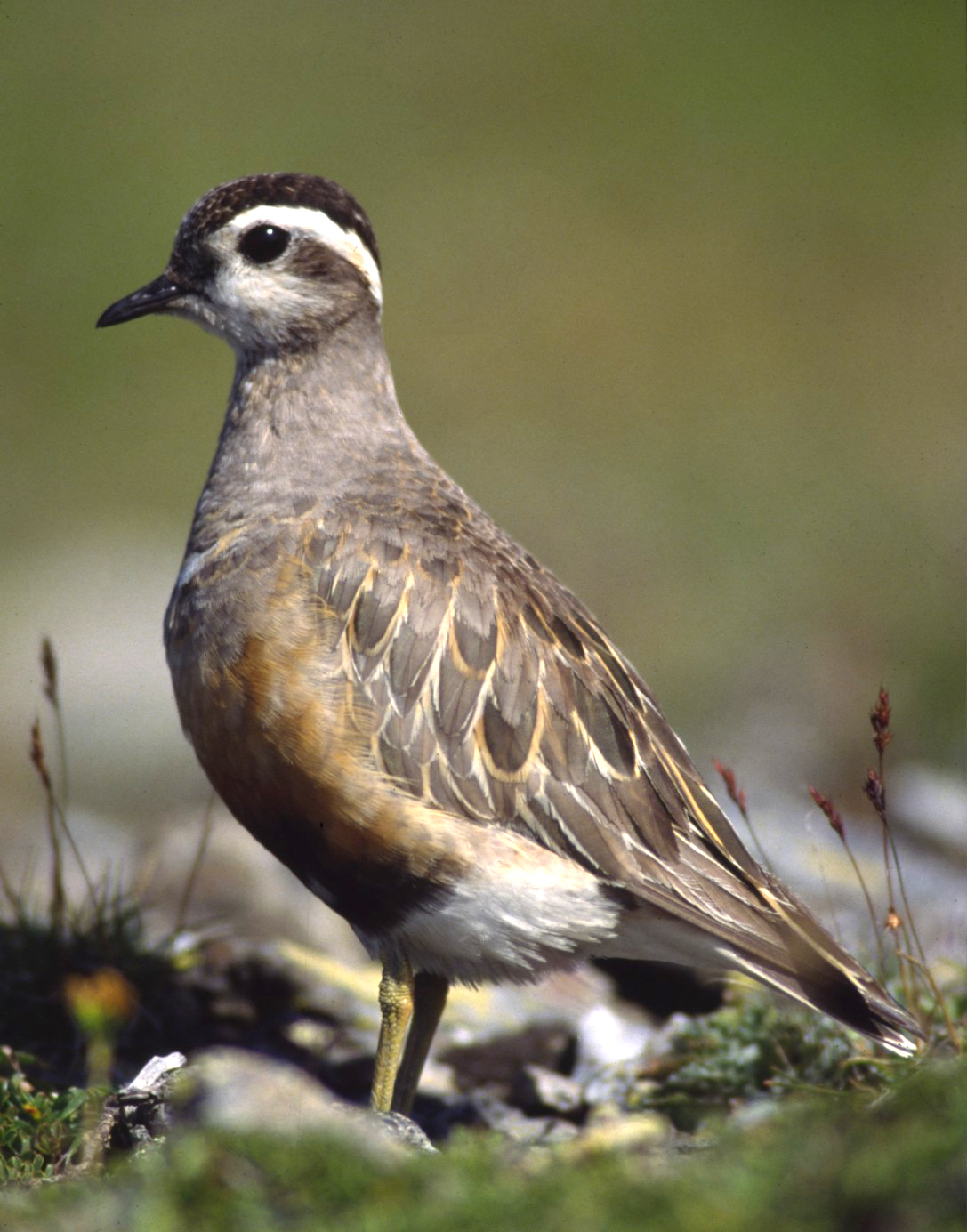
Morinelplevier, typische vogel van de fjell.